# 舟入南停留場
舟入南停留場（ふないりみなみていりゅうじょう、舟入南電停）は、広島市中区舟入南にある広島電鉄江波線の停留場である。駅番号はE05。

## 歴史
1943年（昭和18年）12月に土橋から舟入本町までの区間が開通した江波線は、その半年後の1944年（昭和19年）6月に舟入本町から延伸、当停留場はこのとき路線の終点として開業した。開業時の停留場名は舟入南町停留場（ふないりみなみまちていりゅうじょう）である。しかしその翌年の1945年（昭和20年）8月6日には広島市に原爆が投下され、江波線をはじめとして広島電鉄の市内電車は全線が不通となる。
江波線が被爆から復旧したのは1947年（昭和22年）11月のことである、このとき停留場名は江波口停留場（えばぐちていりゅうじょう）へと改称された。路線はその後1954年（昭和29年）には当停留場から延長され、新たに江波口停留場（現在の江波停留場）が開業、このころ当停留場はグランド口停留場（ぐらんどぐちていりゅうじょう）へと改称された。この「グランド」は西区観音新町にある広島県総合グランドを指す。その後、1960年（昭和35年）ころには開業時の舟入南町へと再改称された。舟入南停留場に改称したのは2019年（改称当時は平成31年）のことで、広島電鉄は改称の理由を「名称の由来となった所在町名の変更のため」としている。

### 年表
- 1944年（昭和19年）6月20日：江波線が舟入本町から延伸、舟入南町停留場として開業[4]。
- 1945年（昭和20年）8月6日：原爆投下により、市内電車は全線不通となる[4]。
- 1947年（昭和22年）11月1日：江波線が運転再開、江波口停留場に改称[4]。
- 1954年（昭和29年）1月[7]：軌道が延長され、新たに江波口停留場が開業[3][4]。このころ、代わってグランド口停留場に改称[4]。
- 1960年（昭和35年）頃：舟入南町停留場に再改称[4]。
- 2002年（平成14年）：舟入南6丁目交差点の改修工事に伴い、上りホームが広島市道霞庚午線北側に移設、下りホームは拡張され上屋が設置された。
- 2013年（平成25年）2月15日：9号線の運行が八丁堀から江波まで延長され、当停留場にも乗り入れる。
- 2014年（平成26年）2月：舟入南6丁目交差点 - 広電江波終点前交差点間の道路拡幅工事に伴い、下りホームがリニューアル。ホームが拡張され、上屋がホーム全体に延長された。
- 2019年（平成31年）4月1日：舟入南停留場に改称[6]。

## 停留場構造

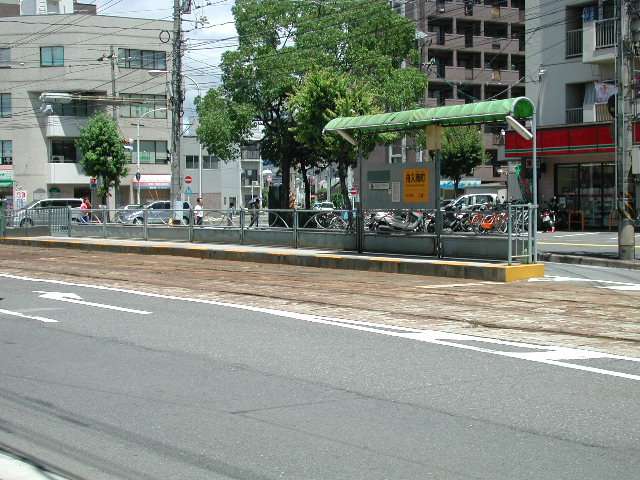
リニューアル前の江波方面行きホーム（2007年）

江波線の軌道は道路上に敷かれた併用軌道であり、当停留場も道路上にホームが設けられている。ホームは低床式で2面あり、南北方向に伸びる2本の線路を挟んで配置されている。ただし互いのホームは斜向かいに位置していて、北に土橋方面へ向かう上りホームが、南に江波方面へ向かう下りホームがある。かつては両ホームが線路を挟んで向かい合う相対式ホームであった。
両ホームともに、連接車両に対応した長さを持つ。

### 運行系統
当停留場には広島電鉄で運行されている系統のうち、6号線、8号線、9号線が乗り入れている。
| 上りホーム （土橋方面） | 6号線                 | （紙屋町経由）広島駅ゆき |
| 上りホーム （土橋方面） | 8号線                 | 横川駅ゆき               |
| 上りホーム （土橋方面） | 9号線                 | 白島ゆき                 |
| 下りホーム              | 6号線 · 8号線 · 9号線 | 江波ゆき                 |

## 停留場周辺
- 広島県立広島商業高等学校
- 広島市立江波中学校
- 舟入神社
- 広島県総合グランド
- 広島ヘリポート（旧広島西飛行場）
- マリーナホップ
- ボートパーク広島

### バス路線
周辺には「舟入南」バス停があり、広電バスと広島バスが停車する。
舟入南バス停（舟入通り南行き 江波方面）
- 6（広電バス） 江波営業所・江波三菱前方面

舟入南バス停（舟入通り北行き 舟入本町方面）
- 6（広電バス） 加古町・市役所前・本通り方面

舟入南バス停（西行き 観音新町1丁目方面）
- 50 東西線（広島バス） 庚午住宅入口・アルパーク方面

舟入南バス停（東行き 吉島西方面）
- 50 東西線（広島バス） 御幸橋・平塚町方面

## 隣の停留場
広島電鉄
江波線
舟入川口町停留場 (E04) - 舟入南停留場 (E05) - 江波停留場 (E06)